# Trois fantômes chez les Hathaway
Trois fantômes chez les Hathaway (The Haunted Hathaways) est une série télévisée américaine en 48 épisodes de 22 minutes créée par Robert Peacock et diffusée du 13 juillet 2013 au 5 mars 2015 sur la chaîne Nickelodeon et au Canada sur YTV.
En France, la série est diffusée entre janvier 2014 et septembre 2014 sur Nickelodeon France, puis entre le 20 novembre 2014 et le 11 janvier 2016 sur Nickelodeon 4Teen et au Québec à partir du 27 août 2014 sur VRAK.TV. Elle est actuellement rediffusée depuis mai 2021 sur Nickelodeon Teen.

## Synopsis
Michelle Hathaway et ses deux filles, Taylor (15 ans) et Frankie (10 ans), déménagent depuis New York et viennent aménager à La Nouvelle-Orléans. Mais en arrivant dans leur maison, elles découvrent très vite l'existence de plusieurs fantômes (Miles, Louis, et Ray), Frankie trouve ça bien d'avoir des fantômes avec elles, mais pas Taylor et Michelle qui appelle une chaseuse de fantômes pour venir les chasser de la maison. Mais après que Miles eut aidé Taylor, cette dernière ira demandé à sa mère d'arrêter le processus, afin de vivre tous ensemble, ce qui ne va pas être chose facile.
Ils vont déjà devoir garder le secret de l'existence des fantômes, ce qui ne devra pas être facile après que deux amies de Taylor découvrent ces personnes (sans savoir que ce sont des fantômes). Mais ensuite, ils se sont promit de devoir garder une vie normale entre eux (comme s'ils étaient de la même espèce), mais entre les fantômes avec qui ils ne peuvent pas toucher les Humains, et qui traverse les murs tous les jours, Michelle va bientôt devenir folle…

## Distribution

### Acteurs principaux
- Amber Montana (en) (VFB : Laëtitia Liénart) : Taylor Hathaway
- Curtis Harris (VFB : Pierre Le Bec) : Miles Preston
- Benjamin Flores Jr. (VFB : Raphaëlle Bruneau) : Louie Preston
- Breanna Yde (VFB : Béatrice Wegnez) : Francesca « Frankie » Hathaway
- Ginifer King (VFB : Marcha Van Boven) : Michelle Hathaway
- Chico Benymon (en) (VFB : Alain Eloy) : Ray Preston[4]

### Acteurs récurrents et invités
- Brec Bassinger : Emma
- Juliette Angelo : Mélodie
- Kayla Maisonet (en) : Lilly
- Artie O'Daly : Clay Bannister
- Ava Cantrell (en) : Penelope Pritchard
- Kim Yarbrough (en) : Mme Lebeuf
- Fred Stoller (en) : M. Dobson

- Version française
  - Société de doublage : VSI PARIS - Chinkel puis Dubbing Brothers
  - Direction artistique : Ioanna Gkizas puis Thierry Janssen
  - Adaptation des dialogues : Emeline Bruley puis Fabienne Loriaux et Joffrey Grosdidier
  - Mixage : Jonathan Leriche

## Épisodes
| Saison | Saison | Épisodes | États-Unis      | États-Unis  | France         | France        |
| Saison | Saison | Épisodes | Début           | Fin         | Début          | Fin           |
| ------ | ------ | -------- | --------------- | ----------- | -------------- | ------------- |
|        | 1      | 26       | 13 juillet 2013 | 31 mai 2014 | 8 janvier 2014 | 9 juin 2015   |
|        | 2      | 22       | 28 juin 2014    | 5 mars 2015 | 13 juin 2015   | 11 avril 2016 |

### Saison 1 (2013-2014)
| №  | Titre français               | Titre original       | Diffusion française | Diffusion originale | Code de prod. |
| -- | ---------------------------- | -------------------- | ------------------- | ------------------- | ------------- |
| 1  | Une maison hantée            | Pilot                | 8 janvier 2014      | 13 juillet 2013     | 101           |
| 2  | Une soirée pyjama hantée     | Haunted Sleepover    | 15 janvier 2014     | 20 juillet 2013     | 102           |
| 3  | Un concours de science hanté | Haunted Science Fair | 22 janvier 2014     | 27 juillet 2013     | 103           |
| 4  | Des enfants hantés           | Haunted Kids         | 5 février 2014      | 3 août 2013         | 105           |
| 5  | Un match de volley hanté     | Haunted Volleyball   | 29 janvier 2014     | 10 août 2013        | 104           |
| 6  | Un baby-sitter hanté         | Haunted Babysitter   | 26 février 2014     | 14 septembre 2013   | 108           |
| 7  | Une peluche hantée           | Haunted Doll         | 12 février 2014     | 21 septembre 2013   | 106           |
| 8  | Un chien hanté               | Haunted Dog          | 19 février 2014     | 28 septembre 2013   | 107           |
| 9  | Une pièce de théâtre hantée  | Haunted Play         | 19 mars 2014        | 5 octobre 2013      | 111           |
| 10 | Un entretien hanté           | Haunted Interview    | 26 mars 2014        | 12 octobre 2013     | 112           |
| 11 | Un Halloween hantée          | Haunted Halloween    | 31 octobre 2014     | 19 octobre 2013     | 116           |
| 12 | Un principal hanté           | Haunted Principal    | 8 mai 2014          | 2 novembre 2013     | 114           |
| 13 | Une boîte à biscuits hantée  | Haunted Cookie Jar   | 15 mai 2014         | 9 novembre 2013     | 115           |
| 14 | Du camping hanté             | Haunted Camping      | 29 mai 2014         | 16 novembre 2013    | 117           |
| 15 | Un bateau hanté              | Haunted Boat         | 11 juin 2014        | 23 novembre 2013    | 120           |
| 16 | Un salon de thé hanté        | Haunted Bakery       | 5 mars 2014         | 30 novembre 2013    | 109           |
| 17 | Des frères hantés            | Haunted Brothers     | 4 juin 2014         | 4 janvier 2014      | 118           |
| 18 | Une farce Hantée             | Haunted Prank        | 2 avril 2014        | 11 janvier 2014     | 113           |
| 19 | Des sœurs hantées            | Haunted Crushing     | 12 mars 2014        | 8 février 2014      | 110           |
| 20 | Un visiteur hantée           | Haunted Visitor      | 2 juin 2015         | 15 février 2014     | 119           |
| 21 | Un agent secret hanté        | Haunted Secret Agent | 3 juin 2015         | 22 mars 2014        | 121           |
| 22 | Un Bowling hantée            | Haunted Bowling Ally | 4 juin 2015         | 12 avril 2014       | 122           |
| 23 | Un Club hanté                | Haunted Boo Crew     | 5 juin 2015         | 26 avril 2014       | 123           |
| 24 | Un Viking hanté              | Haunted Viking       | 8 juin 2015         | 17 mai 2014         | 125           |
| 25 | Un duel hanté                | Haunted Duel         | 9 juin 2015         | 24 mai 2014         | 124           |
| 26 | Une poupée Vaudou hantée     | Haunted Voodoo       | 21 février 2015     | 31 mai 2014         | 126           |

### Saison 2 (2014-2015)
Le 21 octobre 2013, Nickelodeon a renouvelé la série pour une deuxième saison de 22 épisodes diffusée du 28 juin 2014 au 5 mars 2015.
| №  | #  | Titre français                                         | Titre original       | Diffusion française | Diffusion originale | Code de prod. |
| -- | -- | ------------------------------------------------------ | -------------------- | ------------------- | ------------------- | ------------- |
| 27 | 1  | Une nouvelle élève hanté                               | Haunted Newbie       | 15 mars 2016        | 28 juin 2014        | 202           |
| 28 | 2  | Une vengeance hantée                                   | Haunted Revenge      | 14 mars 2016        | 28 juin 2014        | 201           |
| 29 | 3  | Un sauvetage hanté                                     | Mostly Ghostly Girl  | 16 mars 2016        | 16 août 2014        | 203           |
| 30 | 4  | Un sauvetage hanté                                     | Mostly Ghostly Girl  | 16 mars 2016        | 16 août 2014        | 204           |
| 31 | 5  | Un beau gosse hanté                                    | Haunted Heartthrob   | 17 mars 2016        | 6 septembre 2014    | 205           |
| 32 | 6  | Des meilleurs amis hantés                              | Haunted Besties      | 18 mars 2016        | 13 septembre 2014   | 206           |
| 33 | 7  | Une manipulation hanté                                 | Haunted Mind Games   | 21 mars 2016        | 20 septembre 2014   | 207           |
| 34 | 8  | Le télescope hanté                                     | Haunted Telescope    | 22 mars 2016        | 27 septembre 2014   | 208           |
| 35 | 9  | Le rappeur hanté                                       | Haunted Rapper       | 23 mars 2016        | 4 octobre 2014      | 209           |
| 36 | 10 | Les Thunderman hantés (cross-over avec Les Thunderman) | Haunted Thundermans  | 27 octobre 2015     | 11 octobre 2014     | 211           |
| 37 | 11 | Un secret hanté                                        | Haunted Secret       | 24 mars 2016        | 1er novembre 2014   | 210           |
| 38 | 12 | Une enquête hantée                                     | Haunted Whodunnit    | 13 juin 2015        | 8 novembre 2014     | 213           |
| 39 | 13 | La mascotte hantée                                     | Haunted Mascot       | 28 mars 2016        | 15 novembre 2014    | 212           |
| 40 | 14 | L'école des bonnes manières hantée                     | Haunted Charm School | 30 mars 2016        | 22 novembre 2014    | 214           |
| 41 | 15 | Une tentation hantée                                   | Haunted Temptation   | 4 avril 2016        | 23 février 2015     | 217           |
| 42 | 16 | Un rendez-vous hanté                                   | Haunted Date         | 31 mars 2016        | 24 février 2015     | 215           |
| 43 | 17 | Un magasin de jouets hanté                             | Haunted Toy Store    | 1er avril 2016      | 25 février 2015     | 216           |
| 44 | 18 | Un mentor hanté                                        | Haunted Mentor       | 6 avril 2016        | 26 février 2015     | 219           |
| 45 | 19 | Un fantômaton hanté                                    | Haunted Ghost Tour   | 5 avril 2016        | 2 mars 2015         | 218           |
| 46 | 20 | Une surprise hantée                                    | Haunted Surprise     | 8 avril 2016        | 3 mars 2015         | 220           |
| 47 | 21 | Un marécage hantée                                     | Haunted Swamp        | 7 avril 2016        | 4 mars 2015         | 221           |
| 48 | 22 | Une famille hantée                                     | Haunted Family       | 11 avril 2016       | 5 mars 2015         | 222           |